# Randy Meisner (1982)
Randy Meisner è il terzo album in studio del bassista e cantante statunitense Randy Meisner, pubblicato nel 1982. L'album ha lo stesso titolo del primo omonimo album, pubblicato da Meisner nel 1978, ma con una tracklist differente.

## Tracce
1. Never Been in Love – 4:26 (Craig Bickhardt)
2. Darkness of the Heart – 4:18 (David Palmer)
3. Jealousy – 4:55 (Randy Meisner, Dixon House, Howard Leese)
4. Tonight – 5:12 (Bryan Adams, Jim Vallance)
5. Playin' in the Deep End – 4:08 (Randy Meisner, Dixon House)
6. Strangers (feat. Ann Wilson) – 3:56 (Elton John, Gary Osborne)
7. Still Runnin – 3:28 (Dixon House, Howard Leese)
8. Nothing Is Said ('Til the Artist Is Dead) – 3:58 (Randy Meisner, Dixon House)
9. Doin' It for Delilah – 3:50 (John Corey)

Durata totale: 38:11

## Musicisti

### Formazione
- Randy Meisner - voce solista, cori
- Mitchell Froom - sintetizzatori (tracce 1, 7)
- Dixon House - pianoforte acustico, organo , cori, arrangiamenti vocali
- Sterling Smith - pianoforte acustico, organo, sintetizzatori
- Nicky Hopkins - pianoforte acustico (tracce 3, 7, 9)
- Brian Smith - chitarra solista (tracce 1, 2, 4), chitarra acustica (tracce 1, 2, 4), chitarra elettrica (tracce 1, 2, 4)
- John Corey - chitarre acustiche, chitarre elettriche, cori, pianoforte acustico (traccia 6), chitarra acustica (traccia 6), chitarra elettrica (traccia 6), assolo di chitarra (traccia 9), arrangiamenti vocali
- Howard Leese - chitarre elettriche, cori, chitarra solista (tracce 3, 4), sintetizzatori (traccia 4)
- Tom Erak - basso
- Denny Carmassi - batteria
- Phil Kenzie - assolo di sassofono (tracce 3, 7)
- Tower of Power - sezione fiati (tracce 3, 5, 9)
- Greg Adams - arrangiamenti per fiati (tracce 3, 5, 9)
- Paul Buckmaster - arrangiamenti d'archi e direttore d'orchestra (traccia 6)
- Marcy Levy - cori (tracce 1, 3, 4, 7, 8)
- Nancy Wilson - cori (tracce 1, 4-6)
- Ann Wilson - co-voce solista (traccia 6)

### Produzione
- Mike Flicker - produttore, ingegnere, missaggio
- Rolf Hennemann - ingegnere, missaggio
- Greg Fulginiti - masterizzazione presso "Kendun Recorders" (Burbank, California)
- John Kosh - direzione artistica, design
- Henry Diltz - fotografia della copertina interna
- George Holz - fotografia di copertina
- Trudy Green - direzione